# Municipio de Mechanicsburg
El municipio de Mechanicsburg (en inglés: Mechanicsburg Township) es un municipio ubicado en el condado de Sangamon en el estado estadounidense de Illinois. En el año 2010 tenía una población de 2293 habitantes y una densidad poblacional de 24,29 personas por km².

## Geografía
Según la Oficina del Censo de los Estados Unidos, el municipio tiene una superficie total de 94.41 km², de la cual 94,39 km² corresponden a tierra firme y (0,02 %) 0,02 km² es agua.

## Demografía
Según el censo de 2010, había 2293 personas residiendo en el municipio de Mechanicsburg. La densidad de población era de 24,29 hab./km². De los 2293 habitantes, el municipio de Mechanicsburg estaba compuesto por el 98,87 % blancos, el 0,39 % eran afroamericanos, el 0,04 % eran amerindios, el 0,17 % eran asiáticos, el 0,13 % eran de otras razas y el 0,39 % eran de una mezcla de razas. Del total de la población el 0,52 % eran hispanos o latinos de cualquier raza.